# Alpheus heeia
Alpheus heeia är en kräftdjursart som beskrevs av A. H. Banner och D. M. Banner 1975. Alpheus heeia ingår i släktet Alpheus och familjen Alpheidae. Inga underarter finns listade i Catalogue of Life.